# بطولة العالم للكاراتيه فئة الشباب والناشئين
بطولة العالم للكاراتيه فئة الشباب والناشئين هي منافسات عالمية للكاراتيه يُقيمها الاتحاد الدولي للكاراتيه كل سنتين منذ سنة 1999، تُقام جميع الدورات حالياً في مدينة من مدن دول البحر الأبيض المتوسط.

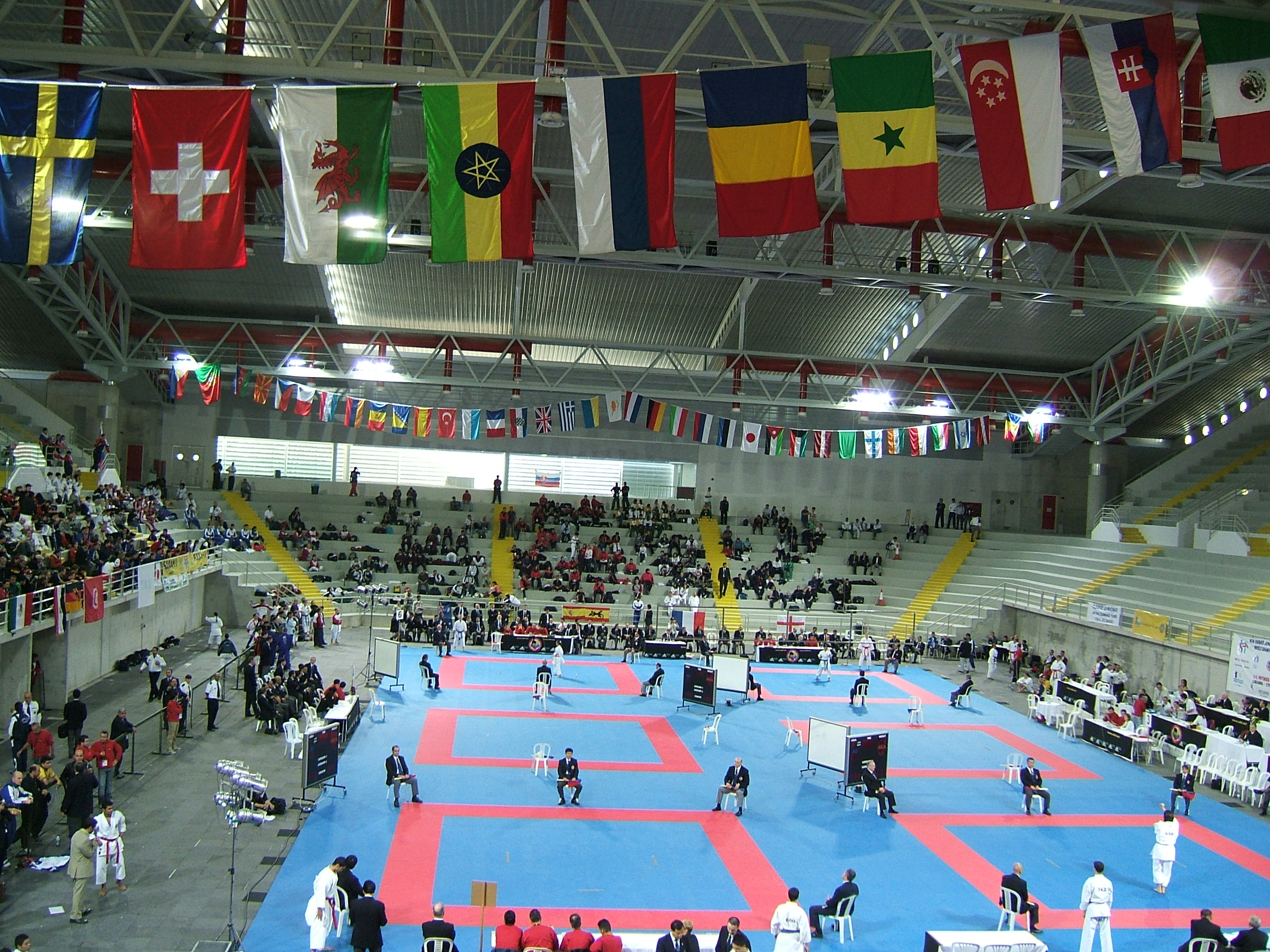
مسابقات الجودو في بطولة العالم للكاراتيه فئة الشباب والناشئين بمدينة ليماسول

لفئتين هم :
- فئة الشباب
- فئة الناشئين
| الدورات  | السنة | البلد المضيف | المدينة  | البلد الفائز |
| -------- | ----- | ------------ | -------- | ------------ |
| الدورة 1 | 1999  | بلغاريا      | صوفيا    | إسبانيا      |
| الدورة 2 | 2001  | اليونان      | أثينا    | فرنسا        |
| الدورة 3 | 2003  | فرنسا        | مارسيليا | إيران        |
| الدورة 4 | 2005  | قبرص         | ليماسول  | اليابان      |
| الدورة 5 | 2007  | تركيا        | إسطنبول  | تركيا        |
| الدورة 6 | 2009  | المغرب       | الرباط   | ...          |
| الدورة 7 | 2011  | ماليزيا      | ملقا     | ...          |
| الدورة 8 | 2012  | إسبانيا      | طليطلة   | ...          |
| الدورة14 | 2024  | إيطاليا      | فينسيا   | فلسطين       |